# Liste des sigles de la téléphonie mobile
Cet article contient une liste des sigles et abréviations utilisés dans le domaine de la téléphonie mobile et des réseaux mobiles.
- Haut – A
- B
- C
- D
- E
- F
- G
- H
- I
- J
- K
- L
- M
- N
- O
- P
- Q
- R
- S
- T
- U
- V
- W
- X
- Y
- Z

## A
- AUC : Authentification Center
- AMRC → voir CDMA
- AMRF → voir FDMA
- AMRT → voir TDMA

- Haut – A
- B
- C
- D
- E
- F
- G
- H
- I
- J
- K
- L
- M
- N
- O
- P
- Q
- R
- S
- T
- U
- V
- W
- X
- Y
- Z

## B
- BSC : Base Station Controller
- BSIC : Base Station Identification Code
- BSS : Base Station Subsystem
- BTS : Base Transceiver Station
- BBU : Base Band Unit

- Haut – A
- B
- C
- D
- E
- F
- G
- H
- I
- J
- K
- L
- M
- N
- O
- P
- Q
- R
- S
- T
- U
- V
- W
- X
- Y
- Z

## C
- CAMEL : Customised Applications for Mobile networks Enhanced Logic
- CDMA : Code Division Multiple Access (norme principalement américaine)
- CEPT : Conférence Européenne des Postes et Télécommunications
- CCITT : Comité Consultatif International Téléphonique et Télégraphique (renommé Union internationale des télécommunications)
- CQI : Channel Quality Indicator
- CSD : Circuit Switched Data (données sur réseau GSM)

- Haut – A
- B
- C
- D
- E
- F
- G
- H
- I
- J
- K
- L
- M
- N
- O
- P
- Q
- R
- S
- T
- U
- V
- W
- X
- Y
- Z

## D
- DCS : Digital Cellular System
- DECT : Digital Enhanced Cordless Telephone
- DL : DownLink (liaison descendante : vers le terminal mobile)
- DPC : Destination Point Code (réseaux SS7)
- DTMF : Dual-Tone Multi-Frequency
- DTX : Discontinuous Transmission

- Haut – A
- B
- C
- D
- E
- F
- G
- H
- I
- J
- K
- L
- M
- N
- O
- P
- Q
- R
- S
- T
- U
- V
- W
- X
- Y
- Z

## E
- E.164 : norme UIT E.164 (Liste des indicatifs téléphoniques internationaux)
- E.212 : norme UIT E.212 (Mobile country codes)
- EFR : Enhanced full rate (codage de la voix)
- EDGE : Enhanced Data Rates for GSM Evolution
- EIR : Equipment Identity Register
- ETSI : European Telecom Standard Institute
- EUTRAN : Evolved Universal Terrestrial Radio access network (partie "radio" d'un réseau LTE)
- EVDO : Evolution-Data Optimized (évolution de la norme CDMA américaine)

- Haut – A
- B
- C
- D
- E
- F
- G
- H
- I
- J
- K
- L
- M
- N
- O
- P
- Q
- R
- S
- T
- U
- V
- W
- X
- Y
- Z

## F
- FDD : Frequency Division Duplex
- FDMA : Frequency Division Multiple Access

- Haut – A
- B
- C
- D
- E
- F
- G
- H
- I
- J
- K
- L
- M
- N
- O
- P
- Q
- R
- S
- T
- U
- V
- W
- X
- Y
- Z

## G
- GERAN : GSM EDGE Radio Access Network
- GGSN : Gateway GPRS Support Node
- GMSC : Gateway Mobile Switching Centre
- GPRS : General Packet Radio Service
- GSM : Global System for Mobile Communications
- GSM-R : GSM for Railway (chemin de fer)
- GT : Global Title (signalisation SS7)
- GTP : GPRS Tunnelling Protocol

- Haut – A
- B
- C
- D
- E
- F
- G
- H
- I
- J
- K
- L
- M
- N
- O
- P
- Q
- R
- S
- T
- U
- V
- W
- X
- Y
- Z

## H
- HARQ : Hybrid automatic repeat request
- HLR : Home Location Register
- HSCSD : High Speed Circuit Switched Data
- HSDPA : High Speed Downlink Packet Access
- HSUPA : High Speed Uplink Packet Access
- HSPA+ : High Speed Packet Access +
- HSS : Home Subscriber Server (HLR des réseaux 3G)

- Haut – A
- B
- C
- D
- E
- F
- G
- H
- I
- J
- K
- L
- M
- N
- O
- P
- Q
- R
- S
- T
- U
- V
- W
- X
- Y
- Z

## I
- IMEI : International Mobile Equipment Identity
- IMSI : International Mobile Subscriber Identity
- IMT:  International mobile telecommunications
- IN : Intelligent Network (Réseau intelligent)
- ISDN : Integrated Services Digital Network (RNIS)
- ISUP: ISDN (Integrated Services Digital Network) User Part

- Haut – A
- B
- C
- D
- E
- F
- G
- H
- I
- J
- K
- L
- M
- N
- O
- P
- Q
- R
- S
- T
- U
- V
- W
- X
- Y
- Z

## L
- LAC : Location Area Code
- LTE : Long Term Evolution (évolution des normes UMTS)

- Haut – A
- B
- C
- D
- E
- F
- G
- H
- I
- J
- K
- L
- M
- N
- O
- P
- Q
- R
- S
- T
- U
- V
- W
- X
- Y
- Z

## M
- MIMO : Multiple-input multiple-output (antenne)
- MAP : Mobile Application Part
- MCC : Mobile Country Code
- MGP: Media GateWay
- MNC : Mobile Network Code
- MME : Mobility Management Entity
- MMS : Multimedia Messaging Service
- MMSC : Multimedia Message Service Center
- ME :  Mobile Equipment
- MS : Mobile Station
- MSC : Mobile Switching Center
- MSIN : Mobile Subscriber Identification Number
- MSISDN : Mobile Station ISDN Number
- MSRN : Mobile Station Roaming Number
- MTP : Message Transfer Part (SS7)
- MVNE : Mobile Virtual Network Enabler
- MVNO : Mobile Virtual Network Operator

- Haut – A
- B
- C
- D
- E
- F
- G
- H
- I
- J
- K
- L
- M
- N
- O
- P
- Q
- R
- S
- T
- U
- V
- W
- X
- Y
- Z

## N
- Natel (En Suisse seulement)
- NSS : Network Switching Subsystem

- Haut – A
- B
- C
- D
- E
- F
- G
- H
- I
- J
- K
- L
- M
- N
- O
- P
- Q
- R
- S
- T
- U
- V
- W
- X
- Y
- Z

## O
- OFDMA : Orthogonal Frequency Division Multiple Access (Accès multiple par répartition en fréquences orthogonales)
- OMC : Operation and Maintenance Center
- OSS : Operation and Support System

- Haut – A
- B
- C
- D
- E
- F
- G
- H
- I
- J
- K
- L
- M
- N
- O
- P
- Q
- R
- S
- T
- U
- V
- W
- X
- Y
- Z

## P
- PDP : Packet Data Protocol
- PLMN : Public Land Mobile Network  (réseau mobile terrestre public)
- PRBT : Personal Ring Back Tone (sonnerie)
- PSTN : Public Switch Telephone Network (réseau téléphonique commuté)

- Haut – A
- B
- C
- D
- E
- F
- G
- H
- I
- J
- K
- L
- M
- N
- O
- P
- Q
- R
- S
- T
- U
- V
- W
- X
- Y
- Z

## Q
- QAM : Quadrature Amplitude Modulation (modulation utilisée en UMTS et LTE)
- QPSK : Quadrature Phase Shift Keying (modulation utilisée en UMTS et LTE)

- Haut – A
- B
- C
- D
- E
- F
- G
- H
- I
- J
- K
- L
- M
- N
- O
- P
- Q
- R
- S
- T
- U
- V
- W
- X
- Y
- Z

## R
- RAN : Radio Access Network
- Received Signal Strength Indication : RSSI : indication de la puissance du signal reçu
- RNC : Radio Network Controller
- RNIS → voir aussi ISDN
- RoHC : RObust Header Compression
- RSRP : Reference Signal Received Power => puissance du signal de référence reçu
- RSRQ : Reference Signal Received Quality => qualité du signal de référence reçu
- RRU : Remote Radio Unit
- RRH : Remote Radio Head

- Haut – A
- B
- C
- D
- E
- F
- G
- H
- I
- J
- K
- L
- M
- N
- O
- P
- Q
- R
- S
- T
- U
- V
- W
- X
- Y
- Z

## S
- SC : Service Center
- SCCP : Signaling Connection and Control Part (protocole SS7)
- SC-FDMA : Single-Carrier Frequency Division Multiple Access (accès multiples par répartition en fréquences à porteuse unique)
- SFH : Slow Frequency Hopping
- SGSN : Serving GPRS Support Node
- SIM : Subscriber Identity Module
- SMS : Short Message Service
- SMSC : Short Message Service Center
- SMSS : Switching and Management SubSystem
- SON : Self Organizing Network
- SPC : Signalling Point Code (protocole SS7)
- SS7: Signaling System 7

- Haut – A
- B
- C
- D
- E
- F
- G
- H
- I
- J
- K
- L
- M
- N
- O
- P
- Q
- R
- S
- T
- U
- V
- W
- X
- Y
- Z

## T
- TCAP : Transaction Capabilities Application Part (protocole SS7)
- TDD : Time Division Duplex (réseaux UMTS et LTE)
- TDMA : Time division multiple access  (Accès multiple à répartition dans le temps)
- TMSI : Temporary Mobile suscriber Identity
- TRAU : Transcoder and Rate Adaptation Unit

- Haut – A
- B
- C
- D
- E
- F
- G
- H
- I
- J
- K
- L
- M
- N
- O
- P
- Q
- R
- S
- T
- U
- V
- W
- X
- Y
- Z

## U
- UE : User Equipment (terminal mobile : téléphone ou smartphone)
- UIT : Union Internationale des Télécommunications
- UL : UpLink (liaison montante : vers la station de base)
- UMTS : Universal Mobile Telecommunications System
- USIM : Universal Subscriber Identity Module
- USSD : Unstructured Supplementary Service Data (utilisé en GSM)
- UTRAN : Universal Terrestrial Radio access network (partie "radio" du réseau UMTS)

- Haut – A
- B
- C
- D
- E
- F
- G
- H
- I
- J
- K
- L
- M
- N
- O
- P
- Q
- R
- S
- T
- U
- V
- W
- X
- Y
- Z

## V
- VAD : Voice Activity Detection
- VCC : Voice Call Continuity (continuité d'appel entre 2 réseaux)
- VLR : Visitor Location Register (base de données d'abonnés)
- VoLTE : Voice over LTE (voix sur LTE)
- VoNR : Voice over NR (voix sur 5G New Radio)

- Haut – A
- B
- C
- D
- E
- F
- G
- H
- I
- J
- K
- L
- M
- N
- O
- P
- Q
- R
- S
- T
- U
- V
- W
- X
- Y
- Z

## W
- WAP : Wireless application protocol
- WCDMA : Wideband Code Division Multiple Access

- Haut – A
- B
- C
- D
- E
- F
- G
- H
- I
- J
- K
- L
- M
- N
- O
- P
- Q
- R
- S
- T
- U
- V
- W
- X
- Y
- Z

## Z
- ZLA : Zone Location Area

- Haut – A
- B
- C
- D
- E
- F
- G
- H
- I
- J
- K
- L
- M
- N
- O
- P
- Q
- R
- S
- T
- U
- V
- W
- X
- Y
- Z